# Odradne, Hluhiv
Odradne (în ucraineană Одрадне) este un sat în comuna Horile din raionul Hluhiv, regiunea Sumî, Ucraina.

## Demografie
Componența lingvistică a localității Odradne
     Ucraineană (100%)
Conform recensământului din 2001, toată populația localității Odradne era vorbitoare de ucraineană (100%).